# Pilodius
Pilodius is een geslacht van kreeftachtigen uit de klasse van de Malacostraca (hogere kreeftachtigen).

## Soorten
- Pilodius areolatus (H. Milne Edwards, 1834)
- Pilodius cephalalgicus Clark & Galil, 1993
- Pilodius concors Clark & Galil, 1993
- Pilodius granulatus Stimpson, 1858
- Pilodius maotieni Serène, 1971
- Pilodius melanospinis (Rathbun, 1911)
- Pilodius miersi (Ward, 1936)
- Pilodius moranti Clark & Galil, 1993
- Pilodius nigrocrinitus Stimpson, 1859
- Pilodius philippinensis (Ward, 1941)
- Pilodius pilumnoides (White, 1848)